# Efavirenz/emtricitabine/tenofovir
Efavirenz/emtricitabine/tenofovir, được bán dưới tên thương mại là Atripla cùng với một số các tên khác, là một loại thuốc dùng để điều trị nhiễm HIV/AIDS. Đây là công thức phối hợp liều cố định từ ba thuốc là efavirenz, emtricitabine và tenofovir disoproxil. Dược phẩm này có thể được sử dụng một mình hoặc kết hợp cùng với các thuốc kháng retrovirus khác. Chúng được uống một lần mỗi ngày dưới dạng viên.
Các tác dụng phụ thường gặp có thể kể đến như đau đầu, khó ngủ, buồn ngủ và lảo đảo. Tác dụng phụ nghiêm trọng có thể bao gồm tăng nồng độ lactate trong máu, các triệu chứng tâm thần và gây phình gan. Thuốc này không nên được sử dụng ở trẻ em. Nếu thuốc sử dụng trong ba tháng đầu của thai kỳ thì có thể gây hại cho em bé.
Efavirenz/emtricitabine/tenofovir đã được chấp thuận cho sử dụng y tế tại Hoa Kỳ vào năm 2006. Nó nằm trong danh sách các thuốc thiết yếu của Tổ chức Y tế Thế giới, tức là nhóm các loại thuốc hiệu quả và an toàn nhất cần thiết trong một hệ thống y tế. Chi phí bán buôn ở các nước đang phát triển là khoảng 10,71 đến 14,19 USD mỗi tháng, tính đến năm 2014. Chi phí bán buôn tại Hoa Kỳ là khoảng 2308,20 USD một tháng ở vào năm 2016 trong khi ở Vương quốc Anh, chi phí NHS là GB£ 532,87 mỗi tháng-tính đến năm 2015.